# Troféu Brasil Rugby
O Troféu Brasil Rugby é uma premiação anual da Confederação Brasileira de Rugby, que visa dar destaque a todos aqueles que se destacaram dentro do âmbito desse esporte nacionalmente ao longo do último ano. A primeira edição foi realizada em 2011. Na edição de 2012, são 22 categorias de premiados.

## 2010
- Melhor atleta masculino de XV - Antônio Górios (Tonhão) - Rio Branco (SP)
- Atleta revelação masculino de XV - Marcelo Danesin - Raça Ribeirão (SP)
- Melhor atleta masculino de Sevens - Moisés Duque - São José (SP)
- Atleta revelação masculino de Sevens - Eduardo Garcia - Curitba (PR)
- Melhor atleta feminino de Sevens - Paula Ishibashi - SPAC (SP)
- Atleta revelação feminino de Sevens - Juliana Esteves - Bandeirantes (SP)
- Melhor atleta junior - Pedro Henrique Lopez (Pedrinho) - São José (SP)
- Atleta revelação junior - Lucas Villem Ceccarelli (Piru) - Ilhabela (SP)
- Fair Play Feminino (Troféu Bill Rheims) - Charrua (RS)
- Árbitro revelação - Júlio Farias
- Melhor cobertura da modalidade - Blog do Rugby
- Fotógrafo de Rugby - Rafael Silva
- Homenagem Benfeitor do Rugby Brasileiro - Família Placucci - Uni Sant'anna
- Empresa incentivadora do rugby (Categorias de Base) - Cultura Inglesa
- Empresa incentivadora do rugby (Alto Rendimento) - São Paulo Alpargatas
- Equipe revelação - Farrapos RC
- Fair Play masculino - Rio Branco
- Empresa incentivadora do Rugby - CCR / Nova Dutra
- Melhor cobertura de TV (nacional) - BandSports
- Melhor cobertura de TV (internacional) - ESPN Brasil

## 2011
- Melhor atleta masculino de XV - João Luiz da Ros - Desterro RC
- Atleta revelação masculino de XV - Vitor Medeiros - Potiguar RC
- Melhor atleta masculino de Sevens - Moisés Duque - São José RC
- Atleta revelação masculino de Sevens - André Luiz - SPAC
- Melhor atleta feminino de Sevens - Paula Ishibashi - SPAC
- Atleta revelação feminino de Sevens - Edna Santini - São José RC
- Melhor atleta juvenil - Pedro Lopes - FC Grenoble Rugby (França)
- Atleta revelação juvenil - Gabriel Domingues - São José RC
- Melhor técnico Super 10 - Ignacio Ferreyra - São José RC
- Melhor cobertura da modalidade - Blog do Rugby
- Melhor árbitro - Henrique Platais
- Melhor lance de 2011 - Tries do Tanque no amistoso do Combinado da América do Sul contra os Pumas, antes da Copa do Mundo, em Agosto de 2011
- Melhor comentarista - Bruno Romano (BandSports)
- Benfeitor do Rugby Brasileiro - Jean Marc Etlin
- 'Espírito do Rugby' - Costão Norte
- Árbitro revelação - Bruno Lisbão
- Fair Play Masculino - BH Rugby
- Fair Play Feminino - SPAC
- Equipe revelação - Goiânia RC
- Empresa incentivadora do rugby (Categorias de Base) - CCR/Nova Dutra
- Empresa incentivadora do rugby (Alto Rendimento) - Topper
- Melhor TCC - GROSS, Júlia. Efeitos da crioterapia em níveis de força de potência dos atletas. Orientador: Álvaro Reischak de Oliveira. UFRGS.